# Etmopterus villosus
Etmopterus villosus är en hajart som beskrevs av Gilbert 1905. Etmopterus villosus ingår i släktet Etmopterus och familjen lanternhajar. IUCN kategoriserar arten globalt som livskraftig. Inga underarter finns listade i Catalogue of Life.